# Steve Kerr
Stephen Douglas Kerr (Beirute, 27 de setembro de 1965) é um ex-jogador e atual treinador de basquete norte-americano que é o treinador principal do Golden State Warriors da National Basketball Association (NBA) e da Seleção Americana.
Ele é conhecido como um dos arremessadores de três pontos mais precisos da história da NBA e detém o recorde de maior porcentagem de arremessos de três pontos na carreira. Kerr também é nove vezes campeão da NBA, tendo conquistado cinco títulos como jogador e quatro como treinador principal dos Warriors. Ele foi nomeado um dos 15 Maiores Treinadores da História da NBA.
Kerr jogou basquete universitário pela Universidade do Arizona e foi selecionado pelo Phoenix Suns na segunda rodada do draft da NBA de 1988, Kerr jogou 15 temporadas na NBA. Ele venceu cinco títulos da NBA como jogador — três com o Chicago Bulls e dois com o San Antonio Spurs — e se aposentou como o líder de todos os tempos da NBA em porcentagem de arremessos de três pontos em uma única temporada e na carreira.
Após sua aposentadoria como jogador, Kerr tornou-se um proprietário minoritário do Phoenix Suns em 2004. Em junho de 2007, Phoenix nomeou Kerr como presidente de operações de basquete e gerente geral da equipe. Kerr anunciou que estava deixando o cargo em junho de 2010. Após isso, ele trabalhou como comentarista para a TNT até 2014.
Em maio de 2014, Kerr foi nomeado treinador principal do Golden State Warriors. Sob sua liderança, a franquia entrou no período mais bem-sucedido de sua história, alcançando as Finais da NBA seis vezes e conquistando quatro títulos (2015, 2017, 2018 e 2022). Os Warriors de 2015-16 venceram um recorde de 73 jogos, superando o recorde anterior de vitórias em uma temporada da NBA, que era detido pelos Bulls de 1995-96, time em que ele também jogou.

## Primeiros anos e carreira internacional
Kerr nasceu em Beirute, Líbano, filho de Malcolm H. Kerr, um acadêmico americano nascido no Líbano, e sua esposa Ann Kerr, uma acadêmica nascida na Califórnia, ambos especializados no Oriente Médio. Ele tem três irmãos. Seu avô, Stanley Kerr, voluntariou-se com o Fundação Oriente Médio após o genocídio armênio e resgatou mulheres e órfãos em Alepo e Cacramanemaraxe antes de finalmente se estabelecer em Beirute. Kerr passou grande parte de sua infância no Líbano e em outros países do Oriente Médio. Enquanto estava em Beirute no verão de 1983, ele conheceu vários fuzileiros navais dos EUA que mais tarde foram mortos nos atentado contra os quartéis de Beirute em 1983. Kerr frequentou o Cairo American College no Egito, a American Community School em Beirute, e a Palisades High School (atual Palisades Charter High School) em Los Angeles, graduando-se em 1983.
Seu pai, Malcolm Kerr, foi assassinado por membros do Jihad Islâmico em 18 de janeiro de 1984, aos 52 anos, enquanto servia como presidente da Universidade Americana de Beirute. Ele foi baleado duas vezes na parte de trás da cabeça por atiradores usando pistolas com silenciador no corredor fora de seu escritório. Steve tinha apenas 18 anos na época e era um calouro na faculdade; sobre a morte de seu pai, Kerr disse: "Antes que meu pai fosse morto, minha vida era impenetrável. Coisas ruins aconteciam com outras pessoas." Ann Kerr casou-se com Kenneth Coogan Adams em dezembro de 2008, tornando-se Ann Kerr-Adams. Kenneth Adams faleceu em 12 de setembro de 2017.
No verão de 1986, Kerr foi nomeado para a Seleção Americana que competiu na Copa do Mundo de 1986 na Espanha. A equipe conquistou o título pela primeira vez desde 1954, sendo a última equipe sênior masculina americana a não contar com jogadores da NBA que ganharam um torneio internacional importante. Kerr sofreu uma lesão no joelho durante a competição.

## Carreira universitária

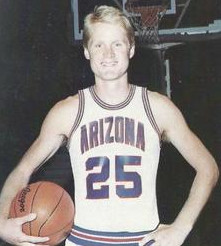
Kerr em 1987.

Recrutado minimamente ao sair do ensino médio, Kerr jogou basquete na Universidade do Arizona de 1983 a 1988. Kerr lesionou seu joelho enquanto participava da Copa do Mundo de 1986, o que o forçou a perder toda a temporada de 1986-87.
Durante o aquecimento pré-jogo contra a Universidade Estadual do Arizona em 1988, Kerr foi provocado por torcedores com cânticos que incluíam "Onde está seu pai?". Apesar das lágrimas, Kerr liderou sua equipe para a vitória, marcando 20 pontos no primeiro tempo e acertando todos os seis arremessos de três pontos que tentou. Alguns dias depois, o diretor atlético da Arizona State, enviou uma carta de desculpas a Kerr. Junto com seu colega de equipe, Sean Elliott, Kerr ajudou o Arizona a alcançar a Final Four do Torneio da NCAA de 1988. Kerr foi selecionado duas vezes para a Primeira-Equipe da Pac-10 e estabeleceu um recorde da NCAA para porcentagem de três pontos em uma única temporada (57,3%, 114–199) na temporada de 1987-88. A NCAA introduziu o arremesso de três pontos enquanto ele estava suspenso por lesão. Na sua única temporada universitária com o arremesso de três pontos, ele estabeleceu padrões que anteriormente eram recordes da Pac-12 por quase duas décadas: arremessos de três pontos feitos em uma única temporada (114; superado por Salim Stoudamire com 120 em 2005) e porcentagem de arremessos de três pontos (75%, min 5 feitos; Marcus Williams, 83.3%, 2006). Kerr liderou a Pac-10 em arremessos livres na temporada de 1985-86 (89,9%).
Kerr se formou na Universidade do Arizona em 1988 com um Bacharelado em Estudos Gerais, com ênfase em história, sociologia e inglês.

## Carreira profissional

### Phoenix Suns (1988–1989)
Kerr foi selecionado pelo Phoenix Suns como a 50ª escolha geral do draft da NBA de 1988. Em sua temporada de estreia, ele teve média de 2,6 pontos.

### Cleveland Cavaliers (1989–1992)
Em 1989, Kerr foi trocado para o Cleveland Cavaliers em troca de escolhas de draft. Em mais de três temporadas com os Cavaliers, ele estabeleceu os recordes de franquia para porcentagem de arremessos de três pontos em uma única temporada (50.7%, 1989–90) e na carreira (47.2%).

### Orlando Magic (1992–1993)
Em dezembro de 1992, Kerr foi trocado para o Orlando Magic em troca de escolhas de draft. Ele teve média de 2,6 pontos durante seu tempo em Orlando.

### Chicago Bulls (1993–1998)
Em 1993, Kerr foi contratado pelo Chicago Bulls. Ele jogou cinco temporadas pelos Bulls e geralmente vinha do banco, desempenhando o papel de especialista em arremessos de três pontos. Os Bulls chegaram aos playoffs nas temporadas de 1993–94 e 1994–95, mas sem a presença de Michael Jordan durante todo o ano de 1994 e grande parte de 1995, a equipe não conseguiu avançar para as Finais. No entanto, com Jordan de volta em tempo integral para a temporada de 1995–96, os Bulls estabeleceram um recorde da NBA na época de 72–10 e derrotaram o Seattle SuperSonics nas Finais da NBA de 1996 em seis jogos.
Em 1997, os Bulls tiveram uma campanha regular de 69–13 e chegaram às Finais da NBA de 1997, onde enfrentaram o Utah Jazz. No final do Jogo 6, com o placar empatado em 86, Kerr recebeu um passe de Jordan e fez uma cesta para ganhar o título para os Bulls. Kerr também venceu o Concurso de Três Pontos no All-Star Weekend de 1997.
No último minuto do Jogo 2 das Finais da NBA de 1998 contra Utah, Kerr errou um arremesso de três pontos, pegou seu próprio rebote e fez um passe para Jordan. Jordan fez uma de três pontos crucial, colocando os Bulls à frente e ajudando a equipe a empatar a série em 1-1. Os Bulls venceram a série em seis jogos.
Kerr estabeleceu os recordes de franquia dos Bulls para porcentagem de arremessos de três pontos em uma única temporada (52.4%, 1994–95) e na carreira (47.9%). Durante seu tempo com os Bulls, Kerr teve média de 8,2 pontos com 50,7% de acerto de arremesso.

### San Antonio Spurs (1999–2001)
Em janeiro de 1999, Kerr foi adquirido pelo San Antonio Spurs em um acordo de troca com os Bulls, no qual Chuck Person e uma escolha de primeira rodada no draft da NBA de 2000 foram enviados para Chicago. 
Os Spurs chegaram às Finais da NBA de 1999 e ganharam seu primeiro título da NBA com uma vitória de 4–1 na série sobre o New York Knicks. Kerr e Frank Saul foram os únicos dois jogadores na história da NBA a ganharem três títulos com duas equipes diferentes em temporadas consecutivas, até Patrick McCaw, que Kerr mais tarde treinou nos Warriors, alcançar o mesmo feito em 2019.

### Portland Trail Blazers (2001–2002)
Em 24 de julho de 2001, Kerr foi trocado, junto com Derek Anderson, para o Portland Trail Blazers em troca de Steve Smith. Kerr permaneceu em Portland para a temporada de 2001–02, jogando em 65 jogos e tendo média de 4,1 pontos.

### Retorno a San Antonio (2002–2003)
Em 2 de agosto de 2002, Kerr foi trocado, junto com Erick Barkley e uma escolha de segunda rodada em 2003, de volta para os Spurs. Em troca, os Trail Blazers receberam Charles Smith, Amal McCaskill e Antonio Daniels.
Kerr jogou em quase todos os jogos (75) na temporada seguinte, que foi sua última na liga. No Jogo 6 das Finais da Conferência Oeste de 2003 contra o Dallas Mavericks, Kerr fez quatro cestas de três pontos no segundo tempo que ajudaram os Spurs a vencer o jogo e eliminar Dallas dos playoffs. Os Spurs eventualmente venceram o título da NBA derrotando o New Jersey Nets nas Finais da NBA de 2003 em seis jogos.

### Aposentadoria
Kerr anunciou sua aposentadoria após as Finais da NBA de 2003. Durante sua carreira na NBA, Kerr ganhou cinco título. Ele se aposentou como o líder de todos os tempos da liga em porcentagem de arremessos de três pontos em uma única temporada (52.4% em 1994–95) e na carreira (45.4%). Até 2024, Kerr é o único jogador da NBA a ganhar quatro títulos consecutivos da NBA após 1969.

## Comentarista

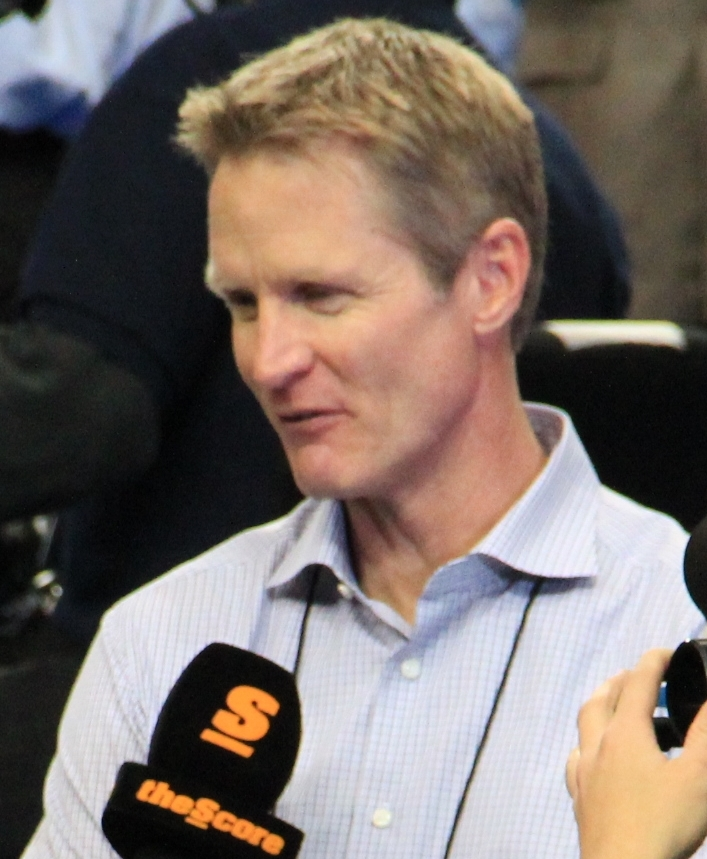
Kerr em 2013

Em 2003, Kerr tornou-se analista de transmissão para a TNT, oferecendo comentários ao lado do analista Marv Albert. Durante seu tempo na emissora, Kerr realizava um segmento patrocinado pela Coors Light chamado "Pensamentos Refrescantes de Steve", onde ele trazia fatos interessantes da história da NBA. Este segmento continuou através do patrocínio e passou a ser conhecido como "Steve Wonders", patrocinado pela Sprint. No mesmo período, Kerr também contribuiu para o Yahoo! como comentarista da NBA.
Kerr emprestou sua voz para os comentários dos jogos de vídeo da série NBA Live da EA Sports. Ele também forneceu sua voz como comentarista da série de jogos NBA 2K. Kerr continuou como comentarista no NBA 2K15, mesmo após se tornar o treinador do Golden State Warriors na temporada de 2014-15, alguns meses antes do lançamento do jogo.
Kerr deixou as transmissões em 2007 para se tornar gerente geral do Phoenix Suns, mas foi confirmado em 28 de junho de 2010 que ele retornaria como analista da NBA para a TNT, começando com a temporada de 2010-11. Em 2011, ele também comentou a Final Nacional do Torneio da NCAA na Turner Sports e CBS.
Em 2023, Kerr interpretou uma versão animada de si mesmo na série animada Clone High, onde ele foi o juiz de um show de reality fictício chamado "Tropical Hospital".

## Carreira executiva

### Phoenix Suns (2004–2010)
Em 15 de abril de 2004, Kerr foi anunciado como membro de um grupo potencial de compradores que adquiriria seu antigo time, o Phoenix Suns, de Jerry Colangelo por $300 milhões. Kerr tornou-se parte da gestão dos Suns, atuando como consultor.
Em 2 de junho de 2007, Kerr anunciou que se tornaria o gerente geral dos Suns começando na temporada de 2007–08. Em 2008, os Suns trocaram Shawn Marion e Marcus Banks para o Miami Heat em troca de Shaquille O'Neal. Os Suns foram eliminados pelo San Antonio Spurs em cinco jogos na primeira rodada dos playoffs. Em 10 de dezembro de 2008, Kerr continuou a reformular o elenco dos Suns ao trocar Boris Diaw, Raja Bell e Sean Singletary para o Charlotte Bobcats em troca de Jason Richardson, Jared Dudley e a escolha de segunda rodada do draft de 2010 dos Bobcats, que foi usada para draftar Gani Lawal. Em 25 de junho de 2009, ele trocou O'Neal para o Cleveland Cavaliers por Ben Wallace, Sasha Pavlovic, uma escolha futura de segunda rodada no draft e dinheiro.
Em 5 de maio de 2010, os Suns vestiram suas camisetas "Noche Latina" no Jogo 2 contra os Spurs para se unirem contra a controversa lei de imigração do Arizona. Kerr comparou a lei à Alemanha Nazista.
Em 2010, Kerr deixou os Suns como presidente de operações de basquete e gerente geral. Ele continuou a possuir menos de um por cento da organização dos Suns até 2014, quando decidiu treinar o Golden State Warriors.

## Carreira de treinador

### Golden State Warriors (2014–presente)

#### Temporada de 2014-15: Emergência de Stephen Curry e o início de uma dinastia

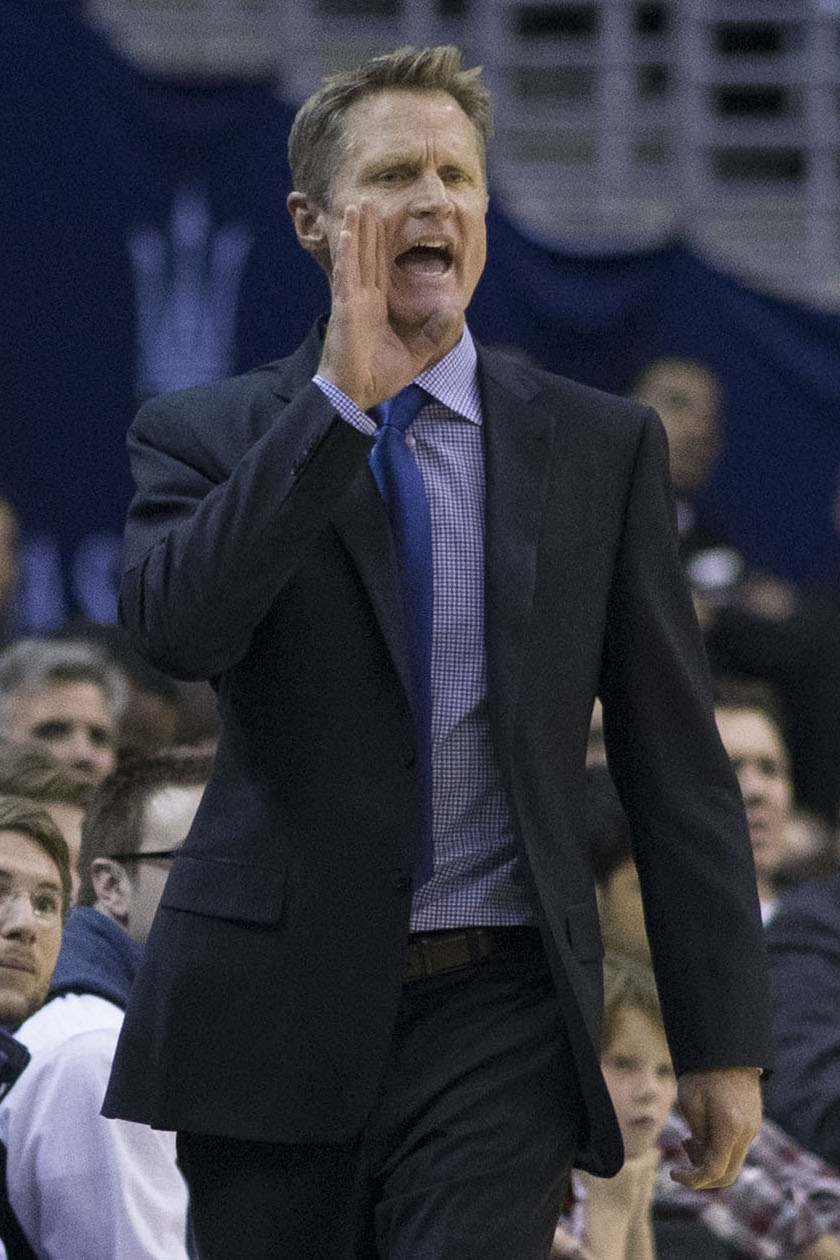
Kerr em 2015

Em 14 de maio de 2014, Kerr chegou a um acordo para se tornar o treinador principal do Golden State Warriors em um contrato de cinco anos e US$25 milhões. Durante a temporada de 2014–15, o ataque do time empregou elementos do ataque triangular de seus dias de jogador em Chicago sob o comando de Phil Jackson, o espaçamento e ritmo de Gregg Popovich em San Antonio, e os princípios de ritmo acelerado que Mike D'Antoni e mais tarde Alvin Gentry usaram em Phoenix quando Kerr era o gerente geral.
Após os Warriors derrotarem o Houston Rockets para vencer seu 14º jogo consecutivo, Kerr se tornou o primeiro treinador a começar sua carreira com um recorde de 19–2. Em 10 de dezembro de 2014, Kele se tornou o primeiro treinador estreante da NBA a vencer 21 de seus primeiros 23 jogos. Ele foi nomeado treinador do time da Conferência Oeste no All-Star Game da NBA de 2015 após os Warriors terem o melhor recorde na conferência. Em 4 de abril, os Warriors venceram o Dallas Mavericks por 123–110 para garantir a vantagem de mando de quadra durante os playoffs, e Kerr conseguiu sua 63ª vitória da temporada, tornando-se o treinador estreante com mais vitórias na história da NBA, superando Tom Thibodeau e suas 62 vitórias com o Chicago Bulls na temporada de 2010–11. Na votação para o Prêmio de Técnico do Ano, Kerr ficou em segundo lugar, atrás de Mike Budenholzer.
Os Warriors terminaram a temporada com uma das melhores campanhas regulares da história da NBA e a maior na história de 69 anos da equipe. Eles encerraram com um recorde geral de 67–15, tornando-se a 10ª equipe a vencer 67 ou mais jogos em uma única temporada, e o armador Stephen Curry ganhou seu primeiro de dois prêmios consecutivos de MVP. Foi a primeira vez que os Warriors venceram tantos jogos em uma temporada; seu recorde anterior era de 59 na temporada de 1975–76. Eles também terminaram com um recorde de 39–2 em casa, que é empatado pelo segundo melhor recorde em casa na história da NBA. Os Warriors foram os primeiros em eficiência defensiva da temporada e segundo em eficiência ofensiva, quase alcançando a marca que os Sixers liderados por Julius Erving conseguiram ao serem primeiros em ambas as eficiências. Os Warriors se tornaram a primeira equipe na história da NBA a ter duas sequências de vitórias em casa de mais de 15 jogos (18 e 19).
Na primeira rodada dos playoffs contra o New Orleans Pelicans, Kerr liderou os Warriors para seu primeiro varrimento em quatro jogos nos playoffs desde as Finais da NBA de 1975. Depois, a equipe derrotou o Memphis Grizzlies por 4–2 na segunda rodada). Com a série em 2–1 contra, Kerr fez um ajuste não convencional no Jogo 4 para deixar Tony Allen dos Grizzlies livre e ter seu defensor, o pivô Andrew Bogut, guardando o interior. A estratégia de Kerr foi elogiada após Allen, o melhor defensor dos Grizzlies, mas um péssimo arremessador, ser substituído e limitado a 16 minutos após errar arremessos abertos. Os Warriors então derrotaram o Houston Rockets por 4–1 na final da Conferência Oeste, chegando às Finais da NBA pela primeira vez em 40 anos.
Os Warriors enfrentaram o Cleveland Cavaliers nas Finais da NBA de 2015. Kerr e o técnico David Blatt estavam em sua primeira temporada como treinadores principais da NBA, e esta foi a primeira vez que dois treinadores estreantes se enfrentaram nas Finais da NBA desde o primeiro ano de existência da liga. Após os Warriors ficarem em desvantagem de 2–1, Kerr colocou Andre Iguodala no lugar de Bogut, revitalizando seu ataque e conseguindo uma vitória de 103–82 que empatou a série. Foi o primeiro jogo como titular de Igoudala da temporada e essa formação passou a ser conhecida como "Death Lineup". Após o jogo, Kerr admitiu ter mentido para a imprensa em resposta a perguntas pré-jogo sobre possíveis mudanças em sua formação inicial. Os Warriors venceram o título em seis jogos, derrotando os Cavaliers, dando a Kerr seu sexto título e o primeiro como treinador principal.

#### Temporada de 2015–16: Ausência de vários meses em uma temporada histórica
Após os primeiros dois dias do campo de treinamento dos Warriors, Kerr tirou uma licença para reabilitar suas costas, que vinham causando problemas desde as Finais da NBA de 2015. Nesse período, o assistente técnico Luke Walton assumiu as funções de treinador. Kerr perdeu todo o mês de dezembro de 2015 e a maior parte de janeiro de 2016, embora tecnicamente a NBA tenha creditado o recorde de vitórias e derrotas de Walton a Kerr. Kerr disse "Eu acho ridículo", quando questionado sobre receber todas as vitórias de Walton. Em 22 de janeiro de 2016, Kerr voltou a treinar após perder 43 jogos, mas alertou que poderia precisar faltar a jogos ocasionalmente se houvesse uma recorrência das dores de cabeça e dor relacionadas ao vazamento de fluido espinhal que o afastou. Os Warriors tiveram um recorde de 39–4 com o técnico interino Luke Walton. Os Warriors tiveram um recorde de 34–5 após o retorno de Kerr, e a equipe quebrou o recorde de 72–10 do Chicago Bulls de 1995–96 ao vencer 73 jogos. Pela temporada recorde, Stephen Curry foi nomeado o primeiro MVP unânime da história da liga, tornando-se o 11º jogador na história a ganhar o prêmio em temporadas consecutivas e o primeiro armador a fazê-lo desde Steve Nash em 2004–05 e 2005–06. Seu aumento na média de pontuação de 6,3 é o maior já registrado por um MVP reinante. Kerr se tornou a primeira pessoa na história da NBA a fazer parte de equipes de 70 vitórias como jogador e treinador principal e ganhou o Prêmio de Técnico do Ano de 2015–16. Kerr levou os Warriors às Finais da NBA de 2016, onde enfrentariam novamente os Cavaliers, mas os Warriors perderam em sete jogos apesar de uma vantagem de 3–1.

#### Temporadas de 2016–19: Chegada de Kevin Durant e títulos consecutivos

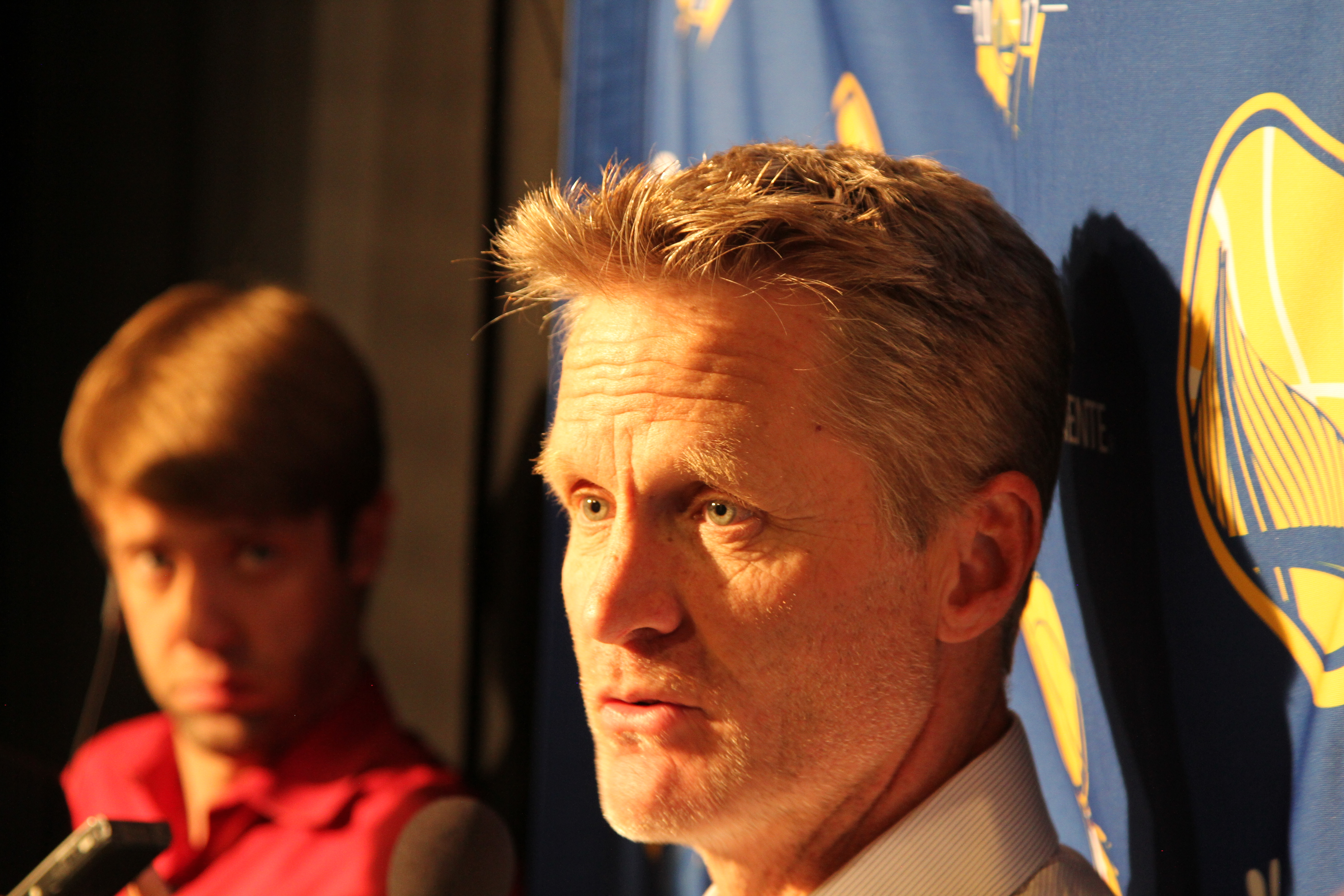
Kerr em 2017

Em 4 de julho de 2016, os Warriors fizeram uma aquisição histórica, assinando com Kevin Durant, e sendo imediatamente aclamados como um "supertime" pela mídia e fãs, formando um novo "Fantastic Four" com Durant, Stephen Curry, Klay Thompson e Draymond Green. Em 20 de novembro de 2016, a NBA anunciou que Kerr havia sido multado em US$25.000 por críticas públicas à arbitragem durante uma entrevista de rádio três dias antes. Os Warriors quebraram mais de 20 recordes da NBA no caminho para uma campanha de 67–15, o segundo maior número de vitórias na história da franquia.
Ele perdeu tempo durante os playoffs de 2017 devido a problemas recorrentes nas costas. O assistente técnico, Mike Brown, atuou como treinador interino durante períodos de ausência de Kerr, e Brown continuou treinando nos playoffs, levando os Warriors a um recorde de 13–0 na pós-temporada. Kerr retornou no Jogo 2 das Finais da NBA de 2017, onde os Warriors derrotaram os Cavaliers em cinco jogos. A equipe terminou os playoffs com um recorde de 16–1, a melhor porcentagem de vitórias na pós-temporada na história da NBA. Kerr é o quarto treinador na história da NBA a ganhar dois títulos em suas primeiras três temporadas como treinador. Ele ganhou seu terceiro título como treinador principal quando os Warriors varreram os Cavaliers em quatro jogos durante as Finais da NBA de 2018, dando a Kerr seu oitavo título na carreira. Os Warriors chegaram a suas quinta Finais consecutivas sob o comando de Kerr em 2019, mas foram derrotados pelo Toronto Raptors em seis jogos. Durante o Jogo 5, Durant rompeu o tendão de Aquiles, e no Jogo 6, Thompson rompeu o LCA.

#### Temporadas de 2019–presente: Temporadas prejudicadas por lesões antes de um retorno à terra prometida
Durante a temporada de 2019–20, com Thompson fora por todo o ano e Curry jogando apenas cinco jogos devido a uma lesão na mão, os Warriors terminaram com o pior recorde da liga (15–50). Foi a primeira vez na carreira de treinador de Kerr que ele perdeu os playoffs. Na temporada de 2020–21, com Thompson ainda fora mas Curry saudável, os Warriors se classificaram para o torneio Play-In recentemente implementado, mas não conseguiram se classificar para os playoffs pelo segundo ano consecutivo. Os Warriors retornaram aos playoffs na temporada de 2021–22 e alcançaram as Finais da NBA de 2022. Eles derrotaram o Boston Celtics em seis jogos, dando a Kerr seu quarto título como treinador principal e o nono título no total.
Na temporada de 2022–23, Kerr e os Warriors chegaram às semifinais da Conferência Oeste, onde foram derrotados em seis jogos pelo Los Angeles Lakers.

### Seleção dos Estados Unidos
Kerr foi treinador assistente da Seleção Americana que ganhou a medalha de ouro nas Olimpíadas de 2020. Em dezembro de 2021, ele foi nomeado treinador principal da equipe. Em 2023, Kerr liderou a equipe dos Estados Unidos para um decepcionante quarto lugar na Copa do Mundo de 2023, marcando a segunda vez consecutiva que os EUA não ganharam medalha após uma derrota na prorrogação para o Canadá na disputa pelo bronze, 127–118.
Nas Olimpíadas de 2024, Kerr treinou a equipe para sua quinta medalha de ouro consecutiva em Paris, em uma vitória sobre o país anfitrião, a França.

## Vida pessoal
Kerr casou-se com Margot Brennan, sua namorada da faculdade, em 1990. Eles têm três filhos. Ele é um fã apaixonado de futebol e fervoroso torcedor do Liverpool. Em 2023, Kerr comprou uma participação minoritária no clube da La Liga, Mallorca.

### Visões políticas e ativismo
Antes e após a eleição presidencial nos Estados Unidos em 2016, Kerr foi publicamente crítico de Donald Trump. Em uma entrevista após aquela eleição, ele expressou a opinião de que a ascensão de Trump ao poder foi baseada em insultos contra mulheres e minorias. Kerr deixou claro seu "desgosto" com o discurso público desrespeitoso de Trump e sua decepção com a liderança do país por Trump. Em 27 de outubro de 2020, um anúncio de Kerr, junto com o treinador do Philadelphia 76ers, Doc Rivers, endossou Joe Biden para presidente na eleição presidencial de novembro. No anúncio, ele disse: "Eu defendo a verdade sobre as mentiras", "rejeito categoricamente a supremacia branca" e "acredito que uma presidência deve ser transparente."
Kerr tem sido um forte defensor do controle de armas, expressando críticas à resposta do governo aos tiroteios escolares. Em 24 de maio de 2022, durante uma conferência de imprensa para o Jogo 4 da final da Conferência Oeste após o tiroteio na tiroteio na escola primária Robb no Texas naquele dia, onde 19 crianças e dois professores foram assassinados por um atirador com armas semiautomáticas, Kerr reiterou esses pontos emocionalmente. Ele disse que os republicanos no Senado dos EUA estavam "nos mantendo reféns", usando-o para evitar uma votação sobre legislação de controle de armas.
Kerr expressou apoio aos movimentos Black Lives Matter, elogiando os esforços dos protestos pacíficos e esperando que mais pessoas tomem ação para se opor à injustiça racial sistêmica contra as pessoas negras.
Kerr falou na Convenção Nacional do Partido Democrata de 2024 em 19 de agosto de 2024.

## Estatísticas na NBA
| † | Campeão da temporada da NBA |
|   | Líder da liga               |
|   | Recorde da NBA              |

### Temporada regular
| Ano      | Equipe      | PJ  | PT | MPJ  | AP   | 3P   | LL    | RT  | AS  | BR | TO | PPJ |
| -------- | ----------- | --- | -- | ---- | ---- | ---- | ----- | --- | --- | -- | -- | --- |
| 1988-89  | Phoenix     | 26  | 0  | 6.0  | .435 | .471 | .667  | .7  | .9  | .3 | .0 | 2.1 |
| 1989-90  | Cleveland   | 78  | 5  | 21.3 | .444 | .507 | .863  | 1.3 | 3.2 | .6 | .1 | 6.7 |
| 1990-91  | Cleveland   | 57  | 4  | 15.9 | .444 | .452 | .849  | .6  | 2.3 | .5 | .1 | 4.8 |
| 1991-92  | Cleveland   | 48  | 20 | 17.6 | .511 | .432 | .833  | 1.6 | 2.3 | .6 | .2 | 6.6 |
| 1992-93  | Cleveland   | 5   | 0  | 8.2  | .500 | .000 | 1.000 | 1.4 | 2.2 | .4 | .0 | 2.4 |
| 1992-93  | Orlando     | 47  | 0  | 9.4  | .429 | .250 | .909  | .8  | 1.3 | .2 | .0 | 2.6 |
| 1993-94  | Chicago     | 82  | 0  | 24.8 | .497 | .419 | .856  | 1.6 | 2.6 | .9 | .0 | 8.6 |
| 1994-95  | Chicago     | 82  | 0  | 22.4 | .527 | .524 | .778  | 1.5 | 1.8 | .5 | .0 | 8.2 |
| 1995-96† | Chicago     | 82  | 0  | 23.4 | .506 | .515 | .929  | 1.3 | 2.3 | .8 | .0 | 8.4 |
| 1996-97† | Chicago     | 82  | 0  | 22.7 | .533 | .464 | .806  | 1.6 | 2.1 | .8 | .0 | 8.1 |
| 1997-98† | Chicago     | 50  | 0  | 22.4 | .454 | .438 | .918  | 1.5 | 1.9 | .5 | .1 | 7.5 |
| 1998-99† | San Antonio | 44  | 0  | 16.7 | .391 | .313 | .886  | 1.0 | 1.1 | .5 | .1 | 4.4 |
| 1999-00  | San Antonio | 32  | 0  | 8.4  | .432 | .516 | .818  | .6  | .4  | .1 | .0 | 2.8 |
| 2000-01  | San Antonio | 55  | 1  | 11.8 | .421 | .429 | .933  | .6  | 1.0 | .3 | .0 | 3.3 |
| 2001-02  | Portland    | 65  | 0  | 11.9 | .470 | .394 | .975  | .9  | 1.0 | .2 | .0 | 4.1 |
| 2002-03† | San Antonio | 75  | 0  | 12.7 | .430 | .395 | .882  | .8  | .9  | .4 | .0 | 4.0 |
| Carreira | Carreira    | 910 | 30 | 17.8 | .479 | .454 | .864  | 1.2 | 1.8 | .5 | .1 | 6.0 |

### Playoffs
| Ano     | Equipe      | PJ  | PT | MPJ  | AP   | 3P   | LL    | RT  | AS  | BR | TO | PPJ |
| ------- | ----------- | --- | -- | ---- | ---- | ---- | ----- | --- | --- | -- | -- | --- |
| 1990    | Cleveland   | 5   | 0  | 14.6 | .286 | .000 | .000  | 1.2 | 2.0 | .8 | .0 | 1.6 |
| 1992    | Cleveland   | 12  | 3  | 12.4 | .439 | .273 | 1.000 | .5  | .8  | .4 | .0 | 3.7 |
| 1994    | Chicago     | 10  | 0  | 18.6 | .361 | .375 | 1.000 | 1.4 | 1.0 | .7 | .0 | 3.5 |
| 1995    | Chicago     | 10  | 0  | 19.3 | .475 | .421 | 1.000 | .6  | 1.5 | .1 | .0 | 5.1 |
| 1996†   | Chicago     | 18  | 0  | 19.8 | .448 | .321 | .871  | 1.0 | 1.7 | .8 | .0 | 6.1 |
| 1997†   | Chicago     | 19  | 0  | 17.9 | .429 | .381 | .929  | .9  | 1.1 | .9 | .1 | 5.1 |
| 1998†   | Chicago     | 21  | 0  | 19.8 | .434 | .463 | .818  | .8  | 1.7 | .3 | .0 | 4.9 |
| 1999†   | San Antonio | 11  | 0  | 8.8  | .267 | .231 | .833  | .8  | .7  | .2 | .0 | 2.2 |
| 2001    | San Antonio | 9   | 0  | 11.2 | .480 | .333 | .500  | 1.0 | .7  | .4 | .1 | 3.3 |
| 2002    | Portland    | 3   | 0  | 13.0 | .429 | .250 | 1.000 | 1.3 | 1.7 | .3 | .0 | 6.3 |
| 2003†   | San Antonio | 10  | 0  | 4.6  | .636 | .833 | .750  | .3  | .6  | .1 | .0 | 2.2 |
| Careira | Careira     | 128 | 3  | 15.6 | .426 | .370 | .876  | .9  | 1.2 | .5 | .0 | 4.3 |

### Como treinador
| ‡ | Recorde da NBA |
|   | Campeão da NBA |

| Time     | Ano      | J      | V    | D   | %      | Colocação         | PJ  | PV | PD | %      | Resultado                       |
| -------- | -------- | ------ | ---- | --- | ------ | ----------------- | --- | -- | -- | ------ | ------------------------------- |
| Warriors | 2014-15  | 82     | 67   | 15  | .817   | 1º na D. Pacífico | 21  | 16 | 5  | .762   | Venceu a NBA                    |
| Warriors | 2015-16  | 82     | 73 ‡ | 9   | .890 ‡ | 1º na D. Pacífico | 24  | 15 | 9  | .625   | Derrota nas Finais da NBA       |
| Warriors | 2016-17  | 82     | 67   | 15  | .817   | 1º na D. Pacífico | 17  | 16 | 1  | .914 ‡ | Venceu a NBA                    |
| Warriors | 2017-18  | 82     | 58   | 24  | .707   | 1º na D. Pacífico | 21  | 16 | 5  | .762   | Venceu a NBA                    |
| Warriors | 2018-19  | 82     | 57   | 25  | .695   | 1º na D. Pacífico | 22  | 14 | 8  | .636   | Derrota nas Finais da NBA       |
| Warriors | 2019-20  | 65 [a] | 15   | 50  | .231   | 5º na D. Pacífico |     |    |    |        | Não classificou-se aos playoffs |
| Warriors | 2020-21  | 72 [b] | 39   | 33  | .542   | 4º na D. Pacífico |     |    |    |        | Não classificou-se aos playoffs |
| Warriors | 2021-22  | 82     | 53   | 29  | .646   | 2º na D. Pacífico | 22  | 16 | 6  | .727   | Venceu a NBA                    |
| Warriors | 2022-23  | 82     | 44   | 38  | .537   | 4º na D. Pacífico | 13  | 6  | 7  | .462   | Derrota nas semifinais de Conf. |
| Warriors | 2023-24  | 82     | 46   | 36  | .561   | 5º na D. Pacífico |     |    |    |        | Não classificou-se aos playoffs |
| Warriors | 2024-25  | 82     | 48   | 34  | .585   | 3º na D. Pacífico |     |    |    |        |                                 |
| Carreira | Carreira | 875    | 567  | 308 | .648   |                   | 140 | 99 | 41 | .707   |                                 |

- a  Em 2020, a temporada foi interrompida devido à Pandemia de COVID-19, e apenas as equipes que estavam na zona de playoffs ou ainda tinham chances de se classificar jogaram o restante da temporada.
- b  Em 2020-21, a temporada foi encurtada para 72 jogos devido à Pandemia de COVID-19, e pelo tempo de intervalo entre as temporadas terem sido menores.

## Prêmios e homenagens

### Como jogador
- NBA:
  - 5x campeão da NBA: 1996, 1997, 1998, 1999 e 2003;
  - NBA Three-Point Shootout Champion: 1997
- Seleção dos Estados Unidos:
  - FIBA World Championship:
    -  medalha de ouro: 1986

### Como treinador
- NBA:
  - 4x campeão da NBA: 2015, 2017, 2018 e 2022
  - NBA Coach of the Year Award: 2016
  - Treinador do All-Star Game: 2015 e 2017
- Seleção dos Estados Unidos :
  - Jogos Olímpicos:
    -  medalha de ouro: 2024
    -  medalha de ouro: 2020 (como assistente-técnico)